# Marcel Ewald
Marcel Ewald (ur. 29 czerwca 1983) – niemiecki zapaśnik walczący w stylu wolnym. Zajął jedenaste miejsce na mistrzostwach świata w 2013. Srebrny medalista mistrzostw Europy w 2007 i brązowy w 2010. Wicemistrz igrzysk europejskich w 2015.
Siedmiokrotny mistrz Niemiec w latach: 2005, 2007, 2010, 2011, 2014, 2015 i 2016, a trzeci w 2006 roku.